# Madame Peacock
Madame Peacock è un film muto del 1920 diretto da Ray C. Smallwood. La sceneggiatura e le didascalie, che si devono a Nazimova, protagonista del film oltre che produttrice e costumista, si basa sull'omonima storia di Rita Weiman pubblicata su The Saturday Evening Post il 12 luglio 1919. Oltre a Nazimova, che interpreta il doppio ruolo di una madre e di sua figlia, vi appaiono altri noti attori delle scene di Broadway, come George Probert, John Steppling, Rex Cherryman.

## Trama

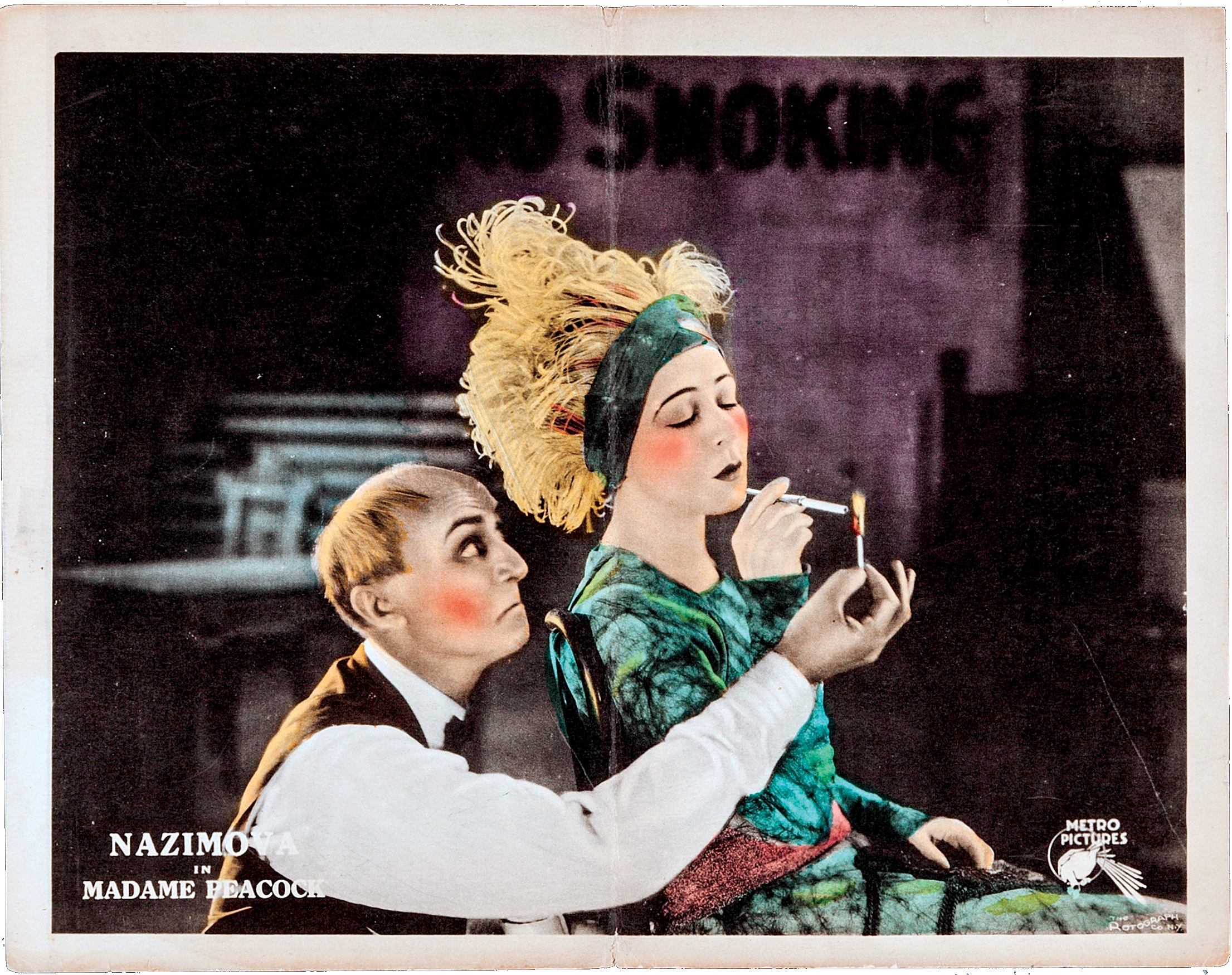

Sempre più avida di successo, Jane Goring è un'attrice che, per il palcoscenico, trascura il marito e la figlia. Così quando, una sera, tornando a casa si accorge che la tosse di Robert, il marito, rivela in lui un focolaio di tubercolosi, lo manda via da casa insieme alla figlia, facendolo ricoverare in un sanatorio in Colorado e dimenticandosi di lui. Gli anni passano e Jane è rimasta sempre sola, ormai separata dalla famiglia. La sera del debutto della sua nuova commedia, la sua prestazione viene però surclassata dall'esordio sul palcoscenico di Gloria Cromwell, una giovane attrice emergente che, a sua insaputa, è proprio la figlia abbandonata anni prima. Tornata a casa, Jane è perseguitata dalla visione del marito e della figlia perduta e inizia a piangere. Alzando gli occhi dal suo cuscino, è sorpresa di vedere davanti a lei suo marito con Gloria. Scoprendo che la ragazza è sua figlia, Jane ammette i propri errori e la famiglia si riconcilia.

## Produzione
Il film fu prodotto dalla Nazimova Productions.

## Distribuzione

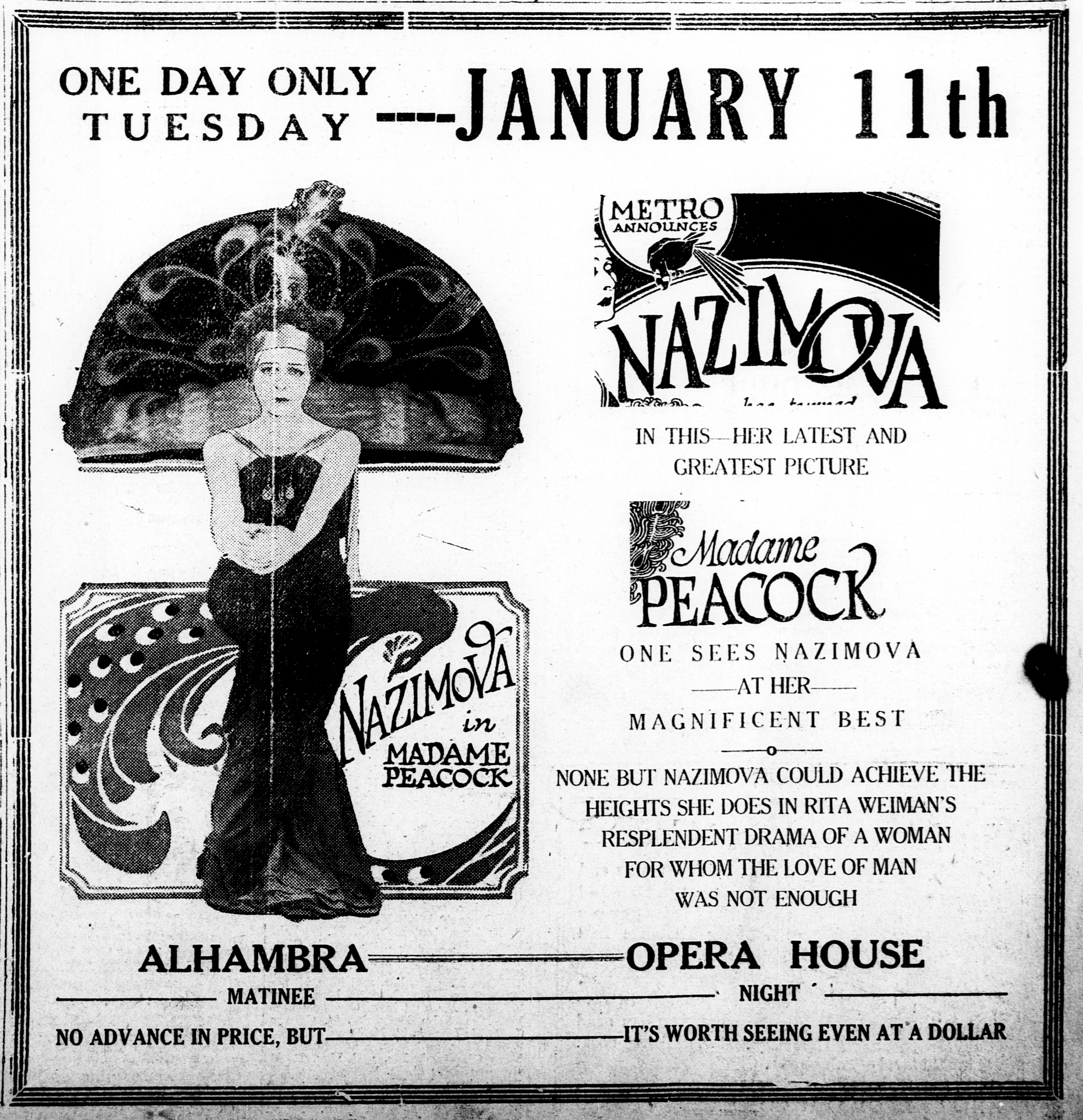
Pubblicità del film

Il copyright del film, richiesto dalla Metro, fu registrato il 4 ottobre 1920 con il numero LP15663.
Distribuito dalla Metro Pictures Corporation, il film uscì nelle sale statunitensi il 24 ottobre 1920. In Svezia fu distribuito il 14 novembre 1921 con il titolo Hjärtats hunger. In Francia fu distribuito dalla Grandes Productions Cinématographiques come L'Orgueilleuse.
Copia completa della pellicola si trova conservata negli archivi della Cinémathèque Royale de Belgique a Bruxelles.